# Per Aage Brandt
 Der er flere personer med dette navn, se Aage Brandt.
Per Aage Brandt (født 26. april 1944 i Buenos Aires, død 2021) var en dansk digter, oversætter, forfatter, musiker og sprogforsker.
Han blev mag.art. i romansk filologi 1971, Københavns Universitet samt dr.phil. ved Sorbonne Universitet, Frankrig 1987, med en semio-lingvistisk afhandling om modalitet og katastrofeteori. Han var med til at starte Forfatterskolen, hvor han tillige har undervist i en årrække. 
Fra 1992 til 2005 var han leder af Center for Semiotik ved Aarhus Universitet og var grundlægger og redaktør af tidsskriftet Almen Semiotik, Aarhus Universitet. Han var adjunkt ved Roskilde Universitetscenter i 1972 og lektor ved Aarhus Universitet i 1975. Forskningsleder ved Seminar i Almen Semiotik samme sted fra 1988 og professor i semiotik ved Center for Semiotik ved Aarhus Universitet 1998-2005. Fra 2005 var han professor i sprog og kognition ved Case Western Reserve University, Ohio.
Han har været gæsteprofessor ved École des hautes études en sciences sociales i Paris og gæsteforsker ved Stanford University, Californien. 
Brandt er optaget i Kraks Blå Bog. 1993 modtog han Emil Aarestrup Medaillen, 1994 Statens Kunstfonds Produktionspræmie (uden ansøgning) for Largo (digte) og 1995 Madame Hollatz' Legat. Han modtog Det Franske Akademis Store Filosofipris 2002.
Han debuterede som digter med Poesi, Arena Sub, 1969 og har skrevet flere digtsamlinger og essays. Han har oversat bl.a. Molière og Marquis de Sade og gendigtede Prins Henriks digtsamling Cantabile, der udkom i 2000, på dansk. Flere af gendigtningerne er blevet sat i musik af Frederik Magle i den symfoniske suite "Cantabile".
Han var desuden aktiv som jazzmusiker.

## Udvalgte artikler
- Per Aage Brandt (1. april 1971), "Ødipus i Memphis", Poetik, 4 (2-3): 191-199, doi:10.7146/POE.V4I2-3.107897, Wikidata  Q111448844
- Per Aage Brandt (14. marts 1995), "Dityrambisk semantik", Passage, 10 (19): 71-84, doi:10.7146/PAS.V10I19.3295, Wikidata  Q98970185
- Per Aage Brandt (8. maj 2004), "Betydning og grammatik – i et semiotisk perspektiv", Tidsskrift for Sprogforskning, 2 (2): 111-126, doi:10.7146/TFS.V2I2.79, Wikidata  Q106129361
- Per Aage Brandt (14. februar 2015), "Culture, creativity, and conceptual dynamics: A structural hypothesis", Globe: A Journal of Language, Culture and Communication, 1, doi:10.5278/OJS.GLOBE.V1I0.1083, Wikidata  Q110806767

## Eksterne links
- Hjemmeside om forfatteren Arkiveret 19. februar 2008 hos  Wayback Machine
- Per Aage Brandt på Internet Movie Database (engelsk)
- Per Aage Brandt på Filmdatabasen